# Setmélanotide
La setmélanotide est un médicament utilisé dans certaines obésités génétiques. Elle est vendue sous le nom de marque Imcivree.

## Mode d'action
Il s'agit d'un agoniste du récepteur de la mélanocortine 4 (MC4).

## Usage médical
La setmélanotide est un médicament utilisé pour traiter l'obésité de causes génétiques spécifiques,. Cela comprend un déficit important en pro-opiomélanocortine, un déficit en proprotéine convertase subtilisine/kexine de type 1, un déficit en récepteur de la leptine et le syndrome de Bardet-Biedl. Le médicament est utilisé chez les enfants de 6 ans et plus. Le médicament est administré par injection sous la peau.

## Effets secondaires
Les effets secondaires de ce médicament comprennent des réactions au site d'injection, une pigmentation cutanée accrue, des maux de tête, des nausées, de la diarrhée, des douleurs abdominales ou une dépression. D’autres effets secondaires peuvent inclure une excitation sexuelle ou des pensées suicidaires. Son utilisation est déconseillée en cas de grossesse ou d'allaitement.

## Historique
Le médicament a été approuvé pour un usage médical aux États-Unis en 2020 et en Europe en 2021,. Aux États-Unis, le traitement coûte environ 33 000 dollars américains par mois en 2022.